# Website Meta Language
Die Website Meta Language (auch WML) ist eine freie und erweiterbare Werkzeugsammlung zur Generierung von HTML für Unix, die unter der Version 2 der GNU General Public License (GPL) vertrieben wird. Es ist in ISO-C und Perl 5 geschrieben und läuft auf allen wichtigen Unix-Derivaten ohne weitere Systemvoraussetzungen.
WML sollte nicht mit der bekannteren, ebenfalls mit WML abgekürzten Wireless Markup Language verwechselt werden, welche bei speziell auf Mobiltelefone angepassten Webseiten zum Einsatz kommt.

## Aufbau
WML besteht aus einem Front-end, das sequenziell bis zu neun Back-ends benutzt. Jedes Back-end interpretiert eine bestimmte Sprache. Außerdem kommt WML mit einem Satz von Include-Dateien, die High-Level-Funktionalitäten bieten.
Die Back-Ends werden in folgender Reihenfolge und Funktion verwendet:
| Programm  | Funktion                                       |
| --------- | ---------------------------------------------- |
| ipp       | Include-Präprozessor                           |
| mp4h      | HTML-Makros                                    |
| eperl     | Eingebetteter Perl-Interpreter                 |
| gm4       | m4-Makros                                      |
| divert    | Umleitungsfilter                               |
| asubst    | Zeichen-/Zeichenketten-Ersetzung               |
| htmlfix   | Ersetzen veralteter HTML-Tags                  |
| htmlstrip | Entfernen überflüssiger Zeilen und Leerzeichen |
| slice     | Aufteilen der Ausgabe                          |